# استامپرس‌خات
استامپرس‌خات (به هلندی: Stampersgat) یک منطقهٔ مسکونی در هلند است که در هالدربرخه واقع شده‌است. استامپرس‌خات ۱٬۳۱۰ نفر جمعیت دارد.

## نگارخانه

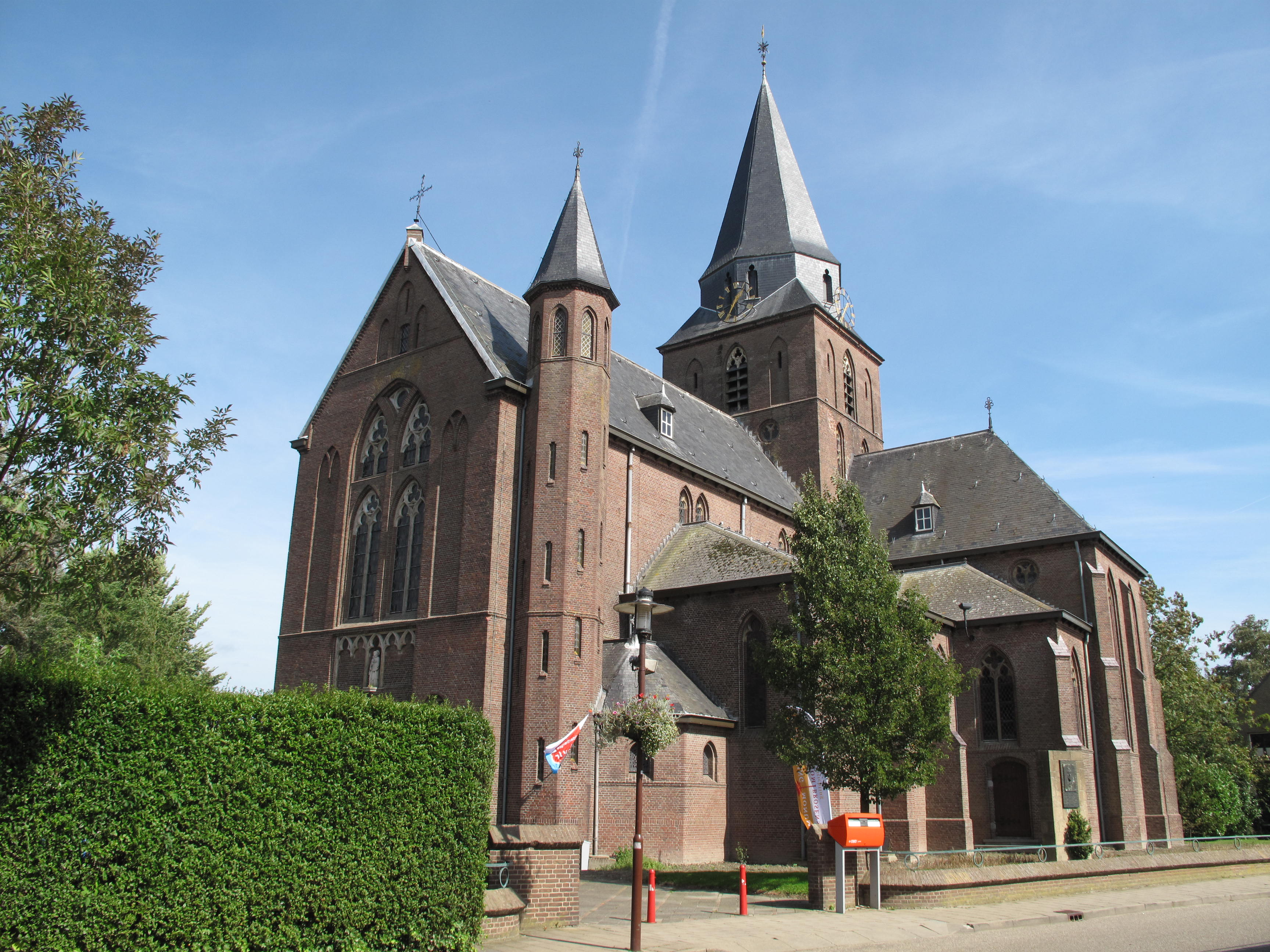
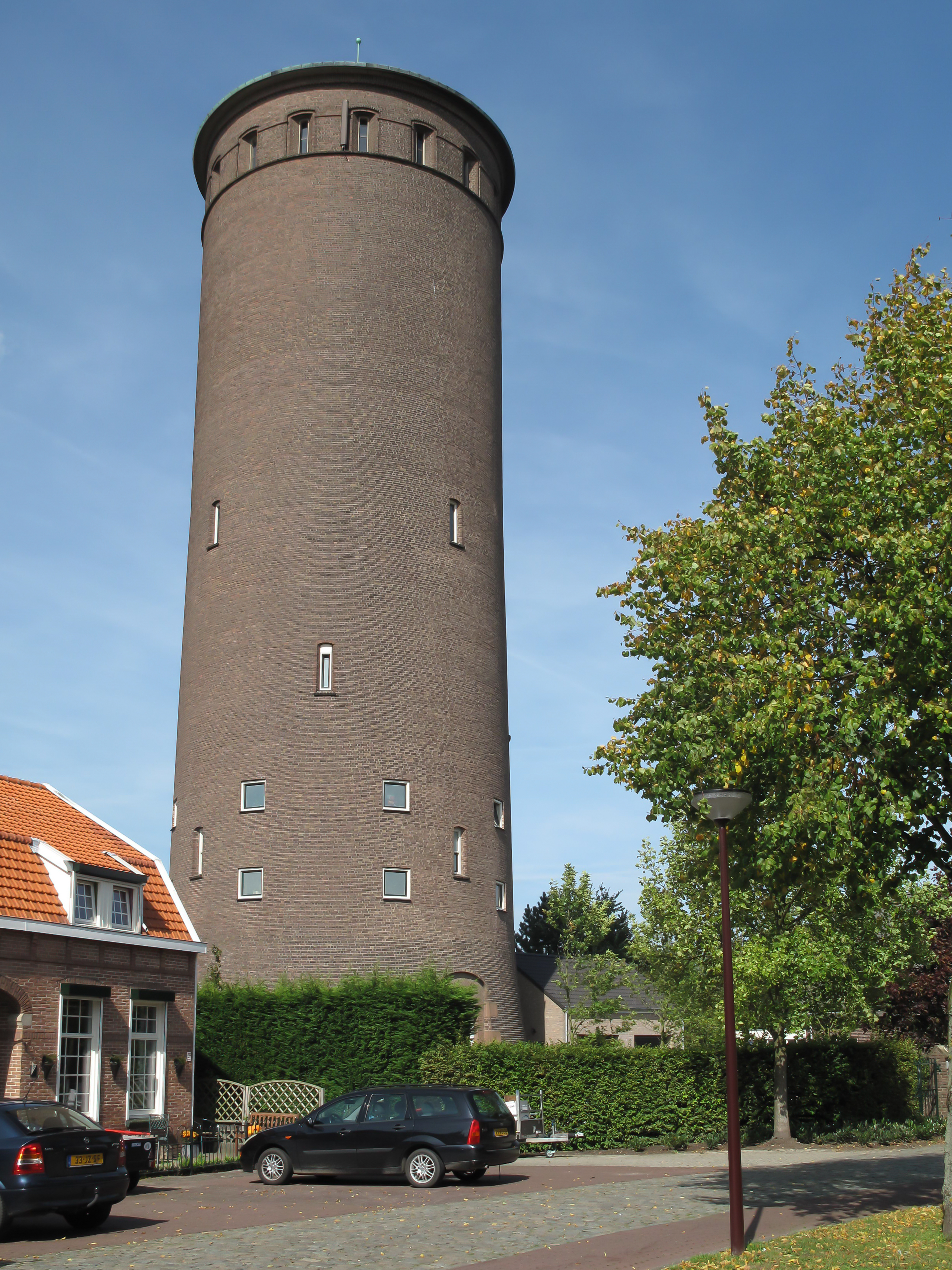
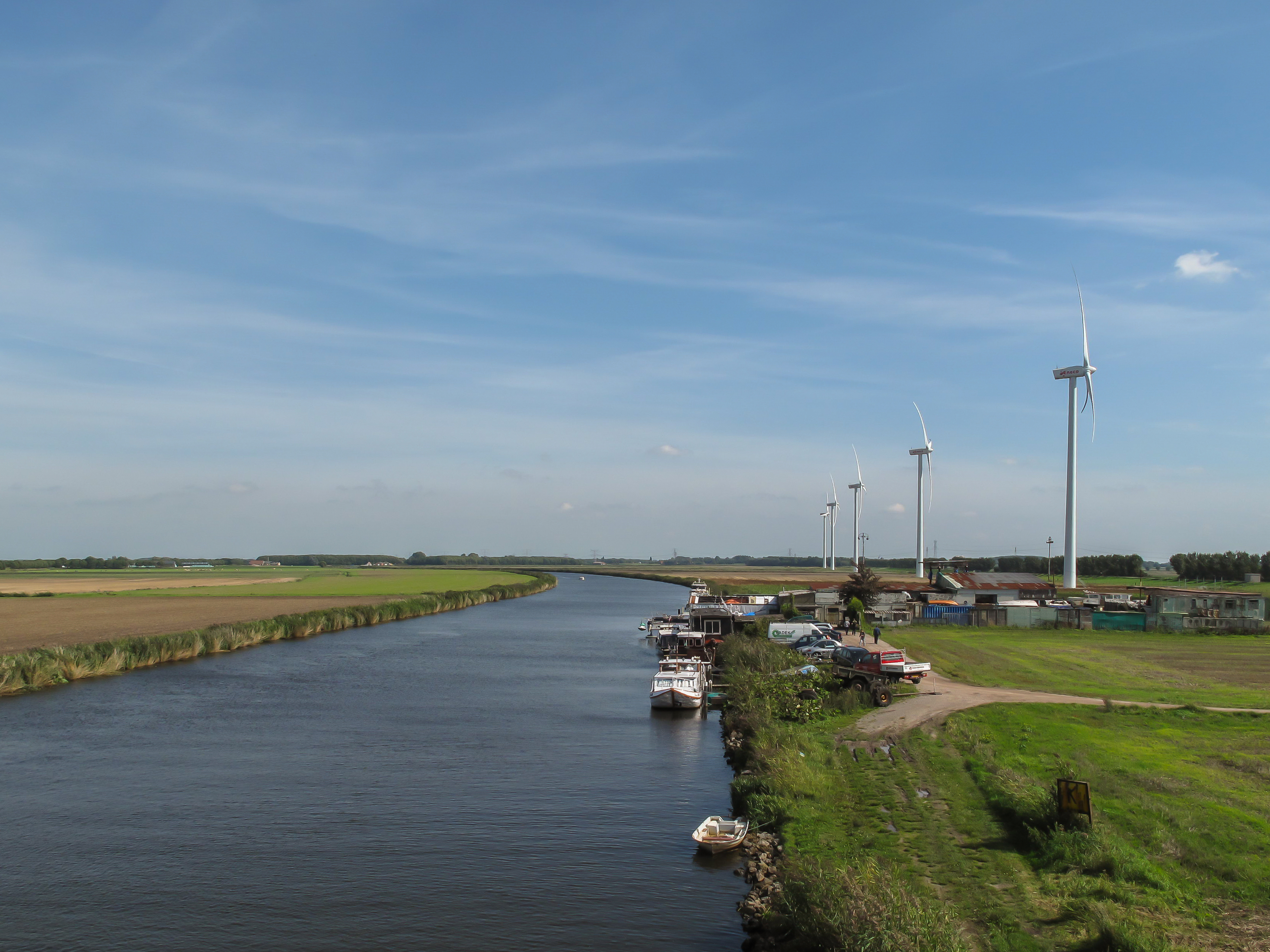